# Orgeldisposition
Orgeldisposition, vanligen kallad disposition då ingen förväxlingsrisk föreligger, är en uppställning som visar hur en orgels register (eller stämmor) fördelar sig. Den visar registrens namn och tonläge, samt vilka verk dessa hör till. Också spelhjälpmedel anges, till exempel koppel och tremulanter. Vilken orgelbyggare som byggt orgeln, och när, kan också framgå.
Termen disposition används också på samma sätt om andra instrument med flera register (uppsättningar av tonkällor eller tilläggsanordningar till tonkällor), till exempel cembalodisposition.